# Aurélio Quintanilha
Aurélio Pereira da Silva Quintanilha GOSE (Angra do Heroísmo, Santa Luzia, 24 de abril de 1892 — Lisboa, 27 de junho de 1987) foi um professor universitário e cientista português. Foi um investigador de renome internacional nas áreas da genética, da biologia dos fungos e da cultura do algodoeiro. Desde cedo opositor ao regime do Estado Novo, foi obrigado a exilar-se, tendo vivido em França e depois em Moçambique, onde durante quase duas décadas se dedicou à investigação da cultura do algodão. Foi sócio correspondente da Academia das Ciências de Lisboa.

## Biografia
Filho de Afonso Henriques da Silva e de sua mulher Maria Carlota de Sousa Pereira, Aurélio Quintanilha era membro de uma família ilustre da ilha Terceira – a família Coelho Borges, pelo lado paterno – e da família da Silva Pereira pelo lado materno. O nome Quintanilha aparece por iniciativa de um parente que restabeleceu a ligação onomástica com um avô – José da Silva Quintanilha, que foi corregedor de Angra.
Cumpriu a instrução primária na sua cidade natal, revelando-se desde logo um aluno brilhante. Iniciou os seus estudos liceais em Angra do Heroísmo, continuou-os na Horta e depois em Ponta Delgada, onde concluiu o curso com distinção.
Órfão de pai ao sair da escola primária, foi educado por uma irmã, 13 anos mais velha do que ele, pessoa culta e inteligente que o acompanhou nos seus estudos. A conselho do seu irmão Guilherme Quintanilha, 16 anos mais velho do que ele, e já coronel de artilharia, em Outubro de 1910, quando Aurélio Quintanilha tinha 16 anos de idade, partiu para Lisboa, acompanhado pela mãe e pela irmã, com o objectivo de assentar praça no Exército Português como artilheiro voluntário.
Novamente por sugestão do seu irmão mais velho, fixa-se em Coimbra, com a mãe e a irmã, com o objectivo de cursar os estudos preparatórios para admissão à Escola do Exército, os quais concluiu com sucesso. Contudo, não se sentindo com vocação para militar, acabou por não concorrer à Escola do Exército, escolhendo antes matricular-se nos preparatórios de Medicina, na Faculdade de Ciências da Universidade de Coimbra, instituição que frequentou sem fazer exames.
Em finais de 1912 mudou-se para Lisboa, cidade onde permaneceu até 1919. Matriculou-se então no curso de Medicina da Faculdade de Medicina da Universidade de Lisboa, recém-formada por transformação da Escola Médico-Cirúrgica de Lisboa, o que lhe permitiu durante dois anos assistir às aulas dos Professores Augusto Celestino da Costa, Mark Athias, Aníbal de Bettencourt e Pedro Roberto Chaves, e assim adquirir vastos conhecimentos e uma grande prática laboratorial nos domínios da citologia e da histologia, o que marcou a sua futura carreira científica.
Entretanto, na convivência com amigos, envolveu-se na política da época, fazendo-se anarco-sindicalista avançado, defensor da causa do proletariado e da República. As suas convicções sociais e políticas revelam também a forte influência de José Augusto dos Santos, seu antigo professor liceal nos Açores, onde fora director do periódico O Tempo, de Angra do Heroísmo.
Em 1915 adoeceu gravemente, a ponto de ser hospitalizado. Foi nessa altura que recebeu a orientação amiga do seu conterrâneo Professor Rui Teles Palhinha, professor auxiliar de Botânica da faculdade de Ciências da Universidade de Lisboa, que lhe se sugeriu que se licenciasse em Ciências Naturais, pondo a bom uso os conhecimentos de biologia que já adquirira.
Seguindo esse conselho, Aurélio Quintanilha deixou a Faculdade de Medicina e matriculou-se no curso de Ciências Histórico-Naturais da então novel Faculdade de Ciências da Universidade de Lisboa. Em 1917 fez exame das cadeiras de Botânica com resultados tais que foi convidado pelos Professores D. António Xavier Pereira Coutinho e Teles Palhinha para um contrato como segundo assistente da instituição, com o objectivo de trabalhar na área da citologia. Ficou rapidamente conhecido pelas excelentes aulas práticas de Citologia Animal que conduzia, mantendo as funções de segundo assistente durante os dois últimos anos do curso, entre 1917 e 1919, ano em que concluiu a licenciatura em Ciências Naturais, com a nota máxima de 20 valores. Entretanto frequentava os laboratórios da Faculdade de Medicina, onde continuou o seu treino nas técnicas de investigação em citologia, fisiologia e microbiologia.
Logo após a conclusão da licenciatura foi convidado para 1.º assistente na Faculdade de Ciências da Universidade de Coimbra pelo Professor Luís Wittnich Carrisso (1886-1937), que o conhecera quando fizera uma visita ao Instituto Botânica da Universidade de Lisboa. Aurélio Quintanilha aceitou o convite e em 1919 voltou para Coimbra, sendo encarregado das aulas teóricas e práticas das disciplinas de Botânica Médica e Morfologia e Fisiologia dos Vegetais e de desenvolver um centro de estudos de biologia experimental, onde deveria dar continuação aos seus trabalhos de citologia.
A equipa de botânica de Coimbra a que Aurélio Quintanilha se veio juntar era diminuta, composta apenas por um professor catedrático, Luís Wittnich Carrisso, e um assistente, Artur Ervideira. Ainda assim, ministravam as disciplinas de Morfologia e Fisiologia dos Vegetais, Botânica Sistemática e Fitogeografia aos alunos dos diversos cursos e mantinham uma notável actividade de investigação.
Aurélio Quintanilha ficou a residir no 1.º andar do edifício do Jardim Botânico de Coimbra, antigo Colégio de São Bento, paredes-meias com o alojamento do Professor Júlio Henriques, pioneiro da botânica portuguesa e antigo director do Jardim. Essa vizinhança permitiu a formação de uma relação próxima, que se foi estreitando com o tempo e que permitiu uma profícua colaboração entre ambos.
Essa proximidade a Júlio Henriques permitiu a continuação da publicação do Boletim da Sociedade Broteriana, já que Henriques, o fundador e director da publicação, pretendia terminá-la, dada a sua idade avançada e a crónica falta de colaboradores. Quintanilha, com Wittnich Carrisso, ofereceu-se para o lugar de redactor, gestor e angariador de colaboradores: Aceite a oferta por Júlio Henriques, iniciou-se a 2.ª Série do Boletim, com a publicação no 1.º volume, em 1922, de um apelo aos professores de instrução primária, secundária e do ensino superior, para sensibilizarem os seus alunos para o estudo das plantas. Aurélio Quintanilha foi redactor do Boletim entre 1922 e 1936. O seu interesse pela Sociedade Broteriana manteve-se até ao fim da vida e entre 1921 e 1960 publicou no Boletim mais de 47 trabalhos científicos e colaborou com muitos outros. Também colaborou na revista Homens Livres  (1923).
Iniciou então uma carreira académica que o levou no ano seguinte (1920) à regência da cadeira de Botânica Médica e em 1926 ao concurso para Professor Catedrático da Universidade de Coimbra.
Ao chegar a Coimbra como docente, preocupado com a sua falta de preparação pedagógica, sentimento raro nas Universidades portuguesas, concorreu e foi admitido como aluno na Escola Normal Superior de Coimbra, na qual, após dois anos de frequência, fez exame de estado em 1921. Apresentou então como dissertação o trabalho intitulado Educação de hoje – Educação de amanhã, no qual aborda o ensino das Ciências da Natureza nos liceus e escolas técnicas, ressaltando a importância do trabalho prático e a conveniência de partir do concreto para o abstracto. Na dissertação defende uma visão libertária da educação, sugerindo, o que foi considerado imoral por um dos membros do júri, a inclusão da educação sexual entre as matérias a ensinar no âmbito do ensino da biologia e da formação moral dos alunos. Apesar das vozes discordantes, foi aprovado com distinção, com a nota de 18 valores
Obtida a formação pedagógica que considerava indispensável a uma carreira académica, devota-se à preparação do doutoramento, escolhendo como dissertação o trabalho Contribuição ao estudo dos Synchytrium, em que de forma inovadora esclarece o ciclo de vida do fungo Synchytrium papillatum Farl.. As provas de doutoramento foram realizadas em 1926, sendo aprovado por unanimidade como Doutor em Ciências Histórico-Naturais.
Terminado o doutoramento, concorreu de imediato para um lugar de professor catedrático de Botânica da Faculdade onde trabalhava, apresentando como dissertação o trabalho O Problema das plantas carnívoras – Estudo citofisiológico da digestão no Drosophyllum lusitanicum Link, onde aborda a biologia e a fitogeografia da espécie, a classificação fisiológica das plantas carnívoras e contextualiza o fenómeno da carnivoria no mundo vegetal como um processo de nutrição. Foi aprovado por unanimidade e nomeado professor catedrático em Outubro de 1926. Em 1927 foi nomeado para os cargos de Director do Laboratório Botânico e de Secretário da Faculdade de Ciências.
As novas responsabilidades como catedrático apenas serviram para confirmar a sua dedicação à docência, pela qual sentia verdadeira paixão. A sua vasta cultura científica e humanista, aliada a uma inteligência brilhante, e os profundos conhecimentos das matérias que ensinava rapidamente o afirmaram como um excelente professor. As suas aulas revelavam uma lógica inteligente na sua construção, clareza na exposição, entusiasmo e actualidade das exposições científicas, o que despertava nos alunos o gosto pela investigação científica. Para além de manter um convívio franco e aberto com os alunos, participava em jogos de futebol e outros eventos desportivos e sociais, algo inaudito entre os catedráticos, e colocava à disposição dos alunos os livros de que necessitavam.
Aurélio Quintanilha nunca considerou acabada a sua formação, razão pela qual em 1928, após uma longa viagem de estudo pela Europa, a qual lhe permitira conhecer o cientista alemão Hans Kniep, em Berlim, obtém autorização para realizar para um estágio na Universidade de Berlim.
Para financiar a sua estadia conseguiu um lugar provisório de Leitor de Português na Universidade de Berlim, onde permaneceu até 1931. Durante esse período estudou com Hans Kniep as então novas técnicas da genética aplicando-as ao estudo dos fungos do grupo dos basidiomicetas. Trabalhava no Pflanzenphysiologisches Institut, sob a direcção de Hans Kniep, reputado especialista nos problemas da sexualidade dos fungos. Transformou-se num dos seus colaboradores mais directos, de tal forma que quando Kniep faleceu, em Novembro de 1930, Aurélio Quintanilha foi convidado a prosseguir os seus trabalhos de investigação. Durante o ano de 1930 estagiou no Kaiser-Wilhelm-Institut für Biologie (cujas instalações hoje albergam a Freie Universität Berlin) sob a direcção do Professor Max Hartmann.
Enquanto estagiou em Berlim foi frequentador assíduo de colóquios que decorriam no Kaiser Wilhelm Institut sobre os mais variados temas biológicos, em que participavam vultos eminentes da Ciência, como Carl Correns, Hans Kniep e Max Hartmannn, e jovens cientistas como Richard Goldschmidt, Hans Stubbe, Curt Stern e Friedrich Gustav Brieger, que viriam a ter papel relevante em diversas áreas da Biologia, com destaque para a genética. Os três anos que Aurélio Quintanilha passou em Berlim, e os dois estágios que ali realizou, enriqueceram muito a sua cultura biológica e foram de grande importância para a carreira científica de Quintanilha, que se especializou em genética de fungos, iniciando as suas notáveis investigações sobre a sexualidade e a reprodução dos basidiomicetas.
Quando foi trabalhar para a Alemanha em 1928 já levou consigo sua mulher, Maria Susana, igualmente licenciada em Biologia, e suas duas filhas Cecília e Carlota. Entretanto, divorciou-se e casou com Lucya Tiedtke, uma alemã preparadora de laboratório, que veio a ser mãe de Alexandre Quintanilha e grande amiga das enteadas.
De regresso a Portugal, em 1931, retomou o seu trabalho de docente de Botânica Médica e de Morfologia dos Vegetais da Universidade de Coimbra e através desses cursos consegue entusiasmar alguns dos seus alunos mais brilhantes para prosseguirem estudos na área da Biologia. Montou o seu laboratório e biblioteca e iniciou a preparação dos seus colaboradores, arrancando com uma aparentemente promissora carreira académica em Coimbra. No seu laboratório continuou a investigação sobre os basidiomicetas iniciada na Alemanha, publicando em 1932, a obra Le problème de la sexualité chez les Champignons, um trabalho seminal sobre aquele tema.
Aurélio Quintanilha diz, nas suas próprias palavras: se eu não tivesse feito outra coisa, na minha carreira de docente do que descobrir, guiar os primeiros passos e entusiasmar pelos estudos da biologia experimental cientistas ilustres como Abílio Fernandes, José Antunes Serra e Flávio Resendes, creio que já me poderia considerar bem pago pelo esforço despendido.
Em Coimbra começou a ser conhecido pelo seu estilo pedagógico de Professor justo, exigente e de grande competência, que acamaradava com os alunos, jogando mesmo à bola com eles, e revelando grande entusiasmo pelas aulas práticas e pela investigação científica. A ele se atribui a classificação de professores salsicheiros e professores jardineiros: os primeiros enchiam as cabeças dos alunos com conhecimentos teóricos e os segundos cuidavam deles como os jardineiros cuidam das flores dos seus jardins.
Toda esta actividade teve um fim abrupto quando, consolidada a ditadura do Estado Novo, em 1935 o governo de Oliveira Salazar fez publicar o Decreto-Lei n.º 25317, de 13 de Maio de 1935, que autorizava o Governo a demitir os funcionários civis e militares que tivessem revelado espírito de oposição aos princípios fundamentais da Constituição Portuguesa de 1933 ou não dessem garantias de cooperar na realização dos fins superiores do Estado corporativo. A lista publicada no Diário do Governo das personalidades a serem abrangidas por aquele diploma incluía Aurélio Quintanilha, sem qualquer actividade política relevante desde 1919. Em consequência, por estar incurso no disposto do decreto-lei n.º 25317 foi aposentado compulsivamente, com a reforma de 1.100$00 mensais, ficando-lhe efectivamente vedado qualquer emprego universitário e impossibilitado de exercer em Portugal qualquer actividade científica ou pedagógica, em entidades públicas ou privadas.
Expulso da função pública aos 43 anos de idade e envolvido em múltiplos projectos de investigação científica, com a magra reforma que lhe foi atribuída pelo Estado a mostrar-se insuficiente para sustentar a família que tinha a seu cargo, Aurélio Quintanilha foi obrigado a ir para o estrangeiro, onde percorreu várias centros científicos, na expectativa de encontrar qualquer colocação. Não desistindo do seu trabalho, só encontrou uma saída para o seu futuro: terminar o seu trabalho sobre a genética e a sexualidade dos basidiomicetas e apresentá-lo no Congresso Internacional de Botânica, que nesse ano se reunia em Amesterdão. Teve ajuda do laboratório do silvicultor Joaquim Vieira Natividade para acabar o trabalho.
A sua comunicação, intitulada Cytologie et génétique de la sexualité chez les Champignons, valeu-lhe o Prémio Emil Christian Hansen 1937, da Academia Real das Ciências da Dinamarca, cuja medalha em ouro está presentemente na Fundação Calouste Gulbenkian, em Lisboa. Aquele prémio, financiado pelos Laboratórios Carlsberg, premeia investigação relevante sobre leveduras e foi atribuído a Aurélio Quintanilha em reconhecimento pelo seu trabalho pioneiro sobre a genética da sexualidade dos himenomicetas.
Sabedor da situação difícil que Aurélio Quintanilha vivia, um grupo de botânicos britânicos conseguiu que o Governo britânico lhe atribuísse uma bolsa de estudo para prosseguir a sua carreira científica e as suas investigações fora de Portugal. Com essa bolsa de estudo britânica, instalou-se em Paris, onde já tinha família, sendo ali acolhido pelo Professor Roger Heim, director do Muséum national d'Histoire naturelle de Paris, e pelo Professor Pierre Allorge, subdirector do Laboratoire de Cryptogamie daquela instituição.
Passou então a trabalhar em taxonomia de fungos, no Laboratoire de Cryptogamie do Museum National d'Histoire Naturelle, continuando o seu trabalho no campo dos basidiomicetas. Naquele laboratório desenvolveu até 1939 uma intensa actividade científica, sendo em 1937 admitido na Caisse Nationale de la Recherche Scientifique como chargé de recherches, passando a dispor de equipamento para continuar os seus trabalhos de genética de fungos. Durante este período as suas investigação incidiu sobre questões como o fenómeno de Buller e o nanismo e o conceito de espécie nos himenomicetas.
Foi nessa época que participou no Congresso Internacional de Genética, realizado em Edimburgo, onde apresentou uma comunicação sobre o fenómeno de Buller. No congresso encontrou o Professor António Câmara, que o convidou para trabalhar na Estação Agronómica Nacional, uma vez que o ambiente político em Portugal parecia ter melhorado.
Entretanto, iniciadas as hostilidades da Segunda Guerra Mundial, apesar de pacifista, alista-se como voluntário no Exército Francês, onde durante um ano foi soldado de 2.ª classe numa formação de sapadores.
Derrotada e ocupada a França, foi desmobilizado após o armistício de 22 de Junho de 1940 e regressou a Paris, onde não encontrou condições de trabalho. Em 1941 conseguiu voltar a Portugal, para sair do ambiente de guerra da capital francesa, e procurou trabalho na Estação Agronómica Nacional, em Oeiras, tentando aproveitar a oportunidade oferecida pelo convite do Professor António Sousa da Câmara, director da instituição. Porém, o regime do Estado Novo, por intervenção directa de Oliveira Salazar, voltou a barrar-lhe o caminho, não permitindo a contratação, pelo que durante dois anos trabalha na instituição a título gracioso, até concluir que o seu contrato como investigador não era viável, dada a irredutibilidade do Governo em o admitir a concurso público, já que mesmo decreto que o levara à aposentação compulsiva não permitia que ocupasse qualquer lugar remunerado do Estado.
Em 1943, depois de lhe ser atribuído, pela Academia das Ciências de Lisboa, o Prémio Artur Malheiros, pelo trabalho Doze anos de citologia e genética dos Fungos, novamente por decisão de Oliveira Salazar, foi-lhe apontado o caminho do exílio interno com a proposta para que fosse trabalhar na Junta de Exportação do Algodão Colonial, nos então territórios ultramarinos portugueses de Angola e Moçambique.
Optou por aceitar o lugar de director do Centro da Investigação Científica Algodoeira (CICA) daquela Junta, sito na então Lourenço Marques, cidade onde se fixou em 1943 e onde viveu até 1975, partindo já depois da independência de Moçambique. Passou então a trabalhar nos serviços de investigação e experimentação algodoeira que acabavam de ali ser criados.
Esta mudança de estatuto face ao emprego público foi justificada pelo facto da Junta do Algodão ser um organismo de coordenação económica, pelo que os seus empregados não eram considerados funcionários públicos. Assim, além das funções serem exercidas no ultramar, longe da metrópole, não havia necessidade de revogar o decreto que o aposentara.
Ainda nesse ano de 1943 foi nomeado director do Centro de Investigação Científica Algodoeira (CICA) de Moçambique, cargo que exerceria durante 19 anos, até à extinção do organismo em 1962. Durante esse período, o seu trabalho contribuiu em muito para aumentar a produção do algodão em Moçambique, tendo publicado numerosos trabalhos científicos sobre a temática algodoeira. Para tal iniciou novo período de estudo, investigando as técnicas agrárias e a biologia e biotecnologia da cultura do algodoeiro. Com esse objectivo, visitou diversas instituições científicas africanas dedicadas à agricultura, em especial na República da África do Sul, onde fez pequenos estágios de estudo e especialização, e realizou uma visita de estudo ao cotton belt dos Estados Unidos da América, entrando em contacto com os técnicos e cientistas do Departamento de Agricultura norte-americano.
A dinâmica e capacidade de trabalho, associada à sólida base de biologia fundamental que obtivera anteriormente, tornaram Aurélio Quintanilha num dos mais autorizados especialistas na cultura e biologia do algodoeiro. Essa posição de prestígio entre os botânicos da África do Sul foi-lhe reconhecida em 1947, quando a Universidade de Witwatersrand lhe concedeu o título de Doutor Honoris Causa. Aurélio Quintanilha passou então a ser convidado para júris de doutoramento e concursos que se realizavam naquela Universidade.
Neste período, para além da sua formação pessoal, recrutou e formou técnicos e pessoal auxiliar, obteve a bibliografia necessária e organizou um centro de investigações do algodão que rivalizava com o que melhor se fazia em África em matéria de investigação agrária.
Os resultados não se fizeram esperar e só no período de 1946 a 1961 Aurélio Quintanilha e os seus colaboradores publicaram cerca de 100 trabalhos, o que bem mede a produção científica do centro de investigação naquela época. As investigações por ele dirigidas conduziram a grandes sucessos no melhoramento do algodoeiro, criando híbridos muito rentáveis para a cultura e indústria do algodão, com grandes benefícios para a situação económica de Moçambique e Angola e da indústria algodoeira portuguesa. Apesar de proscrito pelo regime, em 1958 foi eleito sócio correspondente da Academia de Ciências de Lisboa.
Quando em 1950 se realizou em Estocolmo o Congresso Internacional de Genética, Aurélio Quintanilha apresentou uma comunicação a contrariar as teses do investigador russo Trofim Lysenko, defensor do mitchurinismo, a doutrina genética da hibridização baseada nas ideias de Ivan Vladimirovich Michurin, o que lhe granjeou grande prestígio internacional. Em 1958 participou no Congresso Internacional de Genética, realizado em Montreal, onde volta a criticar a visão mitchurinista defendida pela delegação russa.
Para além da investigação sobre o algodão, manteve-se sempre atento às oportunidades na área da biologia, tendo, entre outras iniciativas, auxiliado a criação de uma Estação de Biologia Marítima na ilha de Inhaca.
Mantendo o seu interesse pela botânica, organizou campanhas de colheita de plantas da flora moçambicana, avaliando as suas potencialidades agronómicas. Em resultado reuniu no CICA um notável herbário, enviando colecções de duplicados de herbário da flora africana para o Herbário de Coimbra e para o Centro de Botânica da Junta de Investigação do Ultramar. Deu ainda um importante contributo para a publicação da Flora Zambesiaca, elaborada com a colaboração dos governos de Portugal, do Reino Unido e da Federação da Rodésia e Niassalândia.
Quando em 1962 foi extinta a Junta do Algodão, e em sua substituição criado o Instituto do Algodão de Angola e Moçambique, Aurélio Quintanilha foi dispensado por a 24 de Abril daquele ano ter ultrapassado os 70 anos de idade, o limite de idade. Em consequência, apesar de ter prestado serviço durante cerca de 16 anos na Universidade de Coimbra e 19 no Ultramar, como director do Centro de Investigação Científica Algodoeira, foi novamente aposentado sem direito a aumento da reforma que lhe fora fixada em 1935 (1.100$00), o que o deixou de novo em situação económica precária.
Valeu-lhe o reitor da recém-formada Universidade de Lourenço Marques, Professor José Veiga Simão, que com a anuência do Professor José Ernesto Mesquita Rodrigues, director do Departamento de Botânica da Faculdade de Ciências, ofereceu-lhe um lugar no Laboratório de Botânica daquela instituição. Como não lhe podia ser abonado qualquer vencimento com dinheiros públicos, a remuneração fazia-se graças à concessão de uma bolsa da Fundação Calouste Gulbenkian. Aurélio Quintanilha pode assim continuar as suas pesquisas sobre a genética dos fungos, dando simultaneamente algumas aulas a título gracioso.
Entretanto foi criado o Instituto de Investigação Científica de Moçambique, onde Aurélio Quintanilha resolveu trabalhar, novamente a título gracioso, mas com o suporte da Fundação Calouste Gulbenkian.
Com o valor da sua carreira científica reconhecido mundialmente, Aurélio Quintanilha foi condecorado a 12 de Julho de 1972, já em plena Primavera Marcelista, com o grau de Grande-Oficial da Antiga, Nobilíssima e Esclarecida Ordem Militar de Sant'Iago da Espada, do Mérito Científico, Literário e Artístico pelo seu mérito científico.
Com o fim do Estado Novo, após a Revolução de 25 de Abril de 1974, Aurélio Quintanilha solicitou e obteve a sua reintegração como professor catedrático de Botânica da Universidade de Coimbra. Numa homenagem que foi ao mesmo tempo um gesto de reparação, foi convidado para proferir a última lição naquela que deveria ter sido a sua Universidade. Acedeu ao convite e a 4 de Novembro de 1974, Aurélio Quintanilha proferiu na Universidade de Coimbra uma aula solene com o tema Quatro gerações de cientistas na história do Instituto Botânico de Coimbra. Estiveram presentes o reitor da Universidade de Coimbra, o Prof. Doutor José Joaquim Teixeira Ribeiro, o Governador Civil de Coimbra, em representação do Ministro da Educação e Cultura, Prof. Doutor Luís Mendonça de Albuquerque, o Presidente da Comissão Administrativa da Câmara Municipal de Coimbra, Dr. Rui Carrington da Costa, bem como muitos professores e investigadores universitários, alunos e outras pessoas ligadas à Universidade.
Em 11 de Novembro de 1974, a Sociedade Portuguesa de Genética elegeu-o para seu 1.º sócio honorário, numa sessão presidida pelo Ministro da Educação e Cultura, Professor Victorino de Magalhães Godinho.
Em 1975, o Professor Doutor Aurélio Quintanilha foi totalmente integrado na Universidade de Lourenço Marques, onde lecionou a disciplina de Métodos de Investigação Científica no curso de Licenciatura em Biologia. Depois deste trabalho (quando tinha já 83 anos), iniciou uma pesquisa sobre a cultura de cogumelos para a alimentação humana. O Presidente de Moçambique, Samora Machel, homenageou-o com uma audiência e com a nacionalidade moçambicana.
Aurélio Quintanilha ocupa lugar cimeiro no panorama científico português sendo-lhe reconhecido que iniciou e plasmou a genética portuguesa, prestigiando-a através dos muitos e notáveis discípulos que soube formar.
Em 15 de Fevereiro de 1983, por proposta do Professor Fernando Catarino Mangas, presidente do Conselho Directivo do Museu, Laboratório e Jardim Botânico da Faculdade de Ciências de Lisboa, foi concedido a Aurélio Quintanilha o grau de Doutor Honoris Causa, consagrando os qualidades e méritos de professor e investigador e assinalando o facto de ter iniciado a sua carreira docente como 2.º assistente daquela instituição.
Poliglota de mérito, representou Portugal em diversos congressos internacionais, sempre com grande brilho. Entre outros, participou nos seguintes congressos: IV Congresso Internacional de Botânica, Londres (1930); V Congresso Internacional de Botânica, Amesterdão (1935); Congresso Internacional de Genética, Edimburgo (1939); VI Congresso Internacional de Botânica, Estocolmo (1950); Congresso Luso-Espanhol para o Progresso das Ciências, Lisboa (1950); VII Congresso Internacional de Botânica, Paris (1954); e Congresso Internacional de Genética, Montreal (1958). Depois da Independência de Moçambique, e já com mais de 83 anos, iniciou o estudo da língua russa.
Publicou numerosos trabalhos científicos de valor reconhecido na cena internacional, o que lhe valeu ser convidado a pertencer a diversas Sociedades Científicas entre as quais, para além da sua condição de sócio correspondente da Academia das Ciências de Lisboa, as seguintes: Sociedade Broteriana; Societé Botanique de France; Société Mycologique de France; Deutsche Botanische Gesellschaft; Sociedade Portuguesa de Ciências Naturais; Sociedade Portuguesa de Biologia; e Sociedade de Estudos de Moçambique.
Em 1975 fixara-se em Lisboa, cidade onde faleceu com 95 anos de idade, em casa da filha mais nova do seu segundo casamento com a também Bióloga Dr.ª Maria Suzana de Carvalho, a Arquitecta Maria Carlota de Carvalho e Quintanilha, que também foi professora em Moçambique. Foi sepultado no Cemitério de Benfica.
Após o seu falecimento foi objecto de diversas homenagens, incluindo a inclusão do seu nome na toponímia de Angra do Heroísmo (1996) e de Lisboa. Também vários taxinomistas procuraram homenagear o seu nome, dedicando-lhe novos taxa, entre os quais a Piedraia quintanilhai van Uden, Barros Machado & Castelo Branco, Acacia quintanilhae Torre, Cucumis Quintanilhae Rosette & A. Fernandes e Narcissus bulbocodium L. subsp. quintanilhae A. Fernandes.

## Datas mais importantes
- 1926 – Doutoramento em Coimbra.
- 1937 – Prémio Hansen, da Academia Real das Ciências da Dinamarca.
- 1941 – Prémio Artur Malheiro, da Academia das Ciências de Lisboa.
- 1947 – Doutor Honoris Causa pela Universidade de Witwatersrand, da África do Sul.
- 1958 – Sócio correspondente da Academia das Ciências de Lisboa.
- 1972 – Grande-Oficial da Antiga, Nobilíssima e Esclarecida Ordem Militar de Sant'Iago da Espada, do Mérito Científico, Literário e Artístico.
- 1974 – Homenagem prestada na última lição na Universidade de Coimbra, com afixação de placa comemorativa.
- 1974 – Homenagem da Fundação Calouste Gulbenkian.
- 1981 – Doutor Honoris Causa pela Universidade de Lisboa.
- 1992 – Homenagem da Câmara Municipal de Lisboa.

## Publicações de Aurélio Quintanilha
- 1940 – "Étude Génétique des Phénomènes de Nanisme Chez les Hyménomycètes". Separata do Boletim da Sociedade Broteriana, volume XIV (II série).
- 1943 – "O Problema da delimitação e origem das espécies do ponto de vista da biologia experimental". Separata do Boletim da Sociedade Broteriana, volume XVII (II série).
- 1945 – Os fundamentos científicos da sexualidade. Biblioteca Cosmos, n.º 25 - Lisboa.
- 1951 – D. António Pereira Coutinho, o Mestre, o Botânico e o Homem. Tipografia Minerva Central, Lourenço Marques.
- 1960 – "Michurinismo e Mendelismo". Separata da Agros, n.º 5 (Ano 43). Lisboa.
- 1962 – "Desenvolvimento do Botão Floral do Algodoeiro em Função do Tempo". Boletim da Sociedade Broteriana, Dezembro, volume XXXVI (2.ª série).
- 1965 – Gregório Mendel. Cem anos depois. Instituto do Algodão de Moçambique, Lourenço Marques.
- 1966 – "Homologias cromossómicas do género Gossypium". Boletim da Sociedade Broteriana, vol. XL (2.ª série).
- 1966 – "O problema algodoeiro português e a actividade do Centro de Investigação Cientifica Algodoeira". Separata do Boletim da Academia de Ciências de Lisboa, Vol. XXXVIII.
- 1969 – "Prof. Eng. Joaquim Vieira Natividade - O Investigador, o Agrónomo-Silvicultor e o Homem". Separata do Boletim da Sociedade Broteriana, volume XLIII (II série).
- 1970 – "Progressos Recentes da Genética de Bactérias e Vírus". Separata da Revista de Ciências Biológicas,Vol. 1, Série B. Universidade de Lourenço Marques, Lourenço Marques.
- 1973 – "Progressos da Genética dos Fundos e a Contribuição dos Portugueses". Separata da Revista de Ciências Biológicas, Vol. 2, Série B - Universidade de Lourenço Marques, Lourenço Marques.
- 1980 – "Evocando o Passado". Separata do Boletim da Sociedade Broteriana, Vol LIII (2.ª Série).